# 自治宫

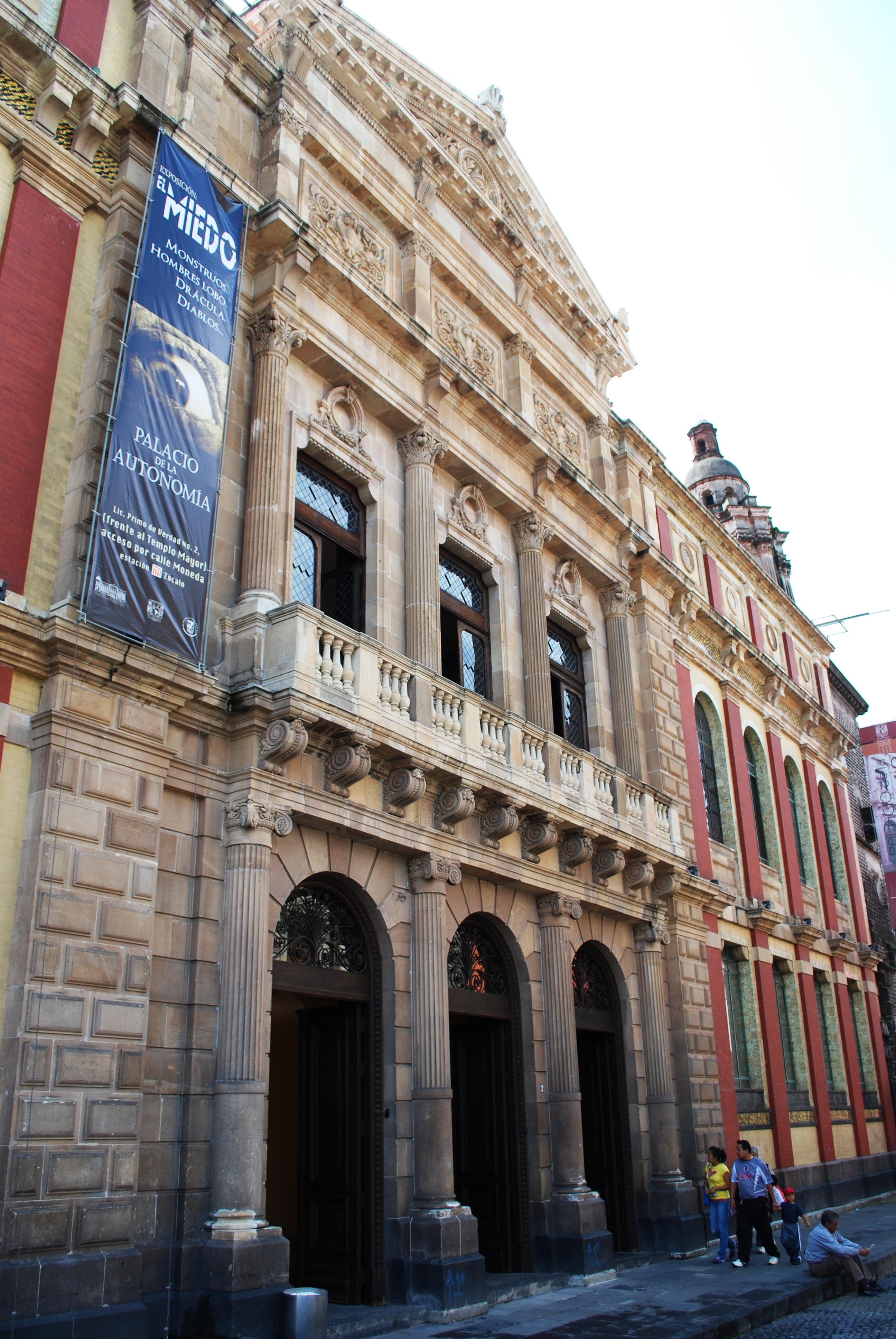
自治宫

自治宫（Palacio de la Autonomía）是一个博物馆，1929年墨西哥国立自治大学在此从政府的直接控制中获得了自治权。这座建筑始建于19世纪末，位于 Licenciado de Verdad 与危地马拉共和国街的拐角处，位于圣德肋撒堂（Santa Teresa la Antigua）以北，大神庙以东。 该处有500年的历史，开始于埃尔南·科尔特斯分配土地。目前的建筑是由总统波费里奥·迪亚斯批准建造，但于1910年移交给大学。从那时起，这座建筑有许多用途，包括一所牙科学校和一所预科学校。今天，在此设有自治大学博物馆（Museo de la Autonomía Universitaria）。

## 建筑
自治宫兴建于波费里奥·迪亚斯时期，属于墨西哥国立自治大学.这座建筑的建筑风格被认为是折衷主义的，用来自帕丘卡的白石建造，立面的三角楣饰刻有浮雕。建筑基础的一部分位于大神庙广场周围的墙壁上。

## 历史
该处地点已有500年的历史， 西班牙征服阿兹特克帝国后，埃尔南·科尔特斯分配阿兹特克城市特诺奇蒂特兰的区域。这一空间保留给路易斯·德里维拉，造币厂（Casa de Moneda）在新西班牙的第一位代表。 后来，该地区成为圣德勒撒修道院的一部分。改革战争后，修道院关闭，建筑改为住房。 这一财产随后由波费里奥·迪亚斯政府获得 ,于20世纪初建造了目前的大楼。 当时是师范学院（Escuela Normal de Maestros）的所在地，墨西哥国立大学（Universidad Nacional de México）的一部分，1910年属于墨西哥国立自治大学 。
该建筑用作院长办公室。 1929年，在这里签署了文件，赋予大学独立于政府的直接控制权。 1930年后，这座建筑是大学启蒙学院（Escuela de Iniciación Universitaria），后来是国家商业和行政学院（Escuela Nacional de Comerico y Administración）。设有国立牙科学校（Escuela National de Odontología）。 这所学校1958年搬迁时，由于其发展，该建筑成为护理和产科学校（Escuela de Enfermería y Obstetricia）的主要校区。 最后，它成为国家预科学校（Escuela Nacional Preparatoria）的“伊拉斯谟·卡斯特拉诺斯·昆托博士”，一直运作到1978年。

## 自治大学博物馆
2000年初，一群牙医发起了一场重建这座建筑的运动。 今天，这座建筑用作博物馆，称为“自治大学博物馆”（Museo de la Autonomía Universitaria），通常被称为“自治宫”（Palacio de la Autonomía）。 1929年，墨西哥国立大学获得了自治，不受政府对课程的直接控制。这种自治被认为对墨西哥公立大学极为重要。 2004年为了庆祝自治75周年，这座建筑改为现名。博物馆拥有墨西哥牙医馆、临时展览馆和考古展览，是大学广播电台UNA-FM的所在地。 它包含了与大学争取自治的主要参与者有关的档案. 此处设有窗户，使游客能够看到旧修道院的遗迹。